# Antun Righi (nogometaš)
Antun Righi, Hajdukov igrač koji je sudjelovao samo na prvoj Hajdukovoj trening utakmici na strani momčadi A protiv momčadi B, i koju je njegova momčad u bijelo-plavim dresovima koje je poslao Fabjan Kaliterna iz Praga u Split, pobijedila s rezultatom 13:2.
Antun Righi kasnije se više ne vraća na teren na Starom placu, tako da mu se ime ne nalazi na popisu nogometaša Hajduka. Među igračima koji su nastupili jedino na prvoj trening utakmici, i koji više nikad neće poslije zaigrati nalaze se i Marko Margetić, Ante Mardešić, Pavo Mardešić, Josip Cotić, Fabjan Lukas, Lucijan Stella. 